# Dorota Silaj
Dorota Silaj (ur. w 1974 roku w Stalowej Woli) – polska pisarka, mieszkająca w Chicago w USA.
Pisze w języku polskim i angielskim. Jej pierwsza książka nosi tytuł A Very Bad Day and Happy Dreams that Can Come True; akcja rozgrywa się w czasie ataku na budynki World Trade Center.
W roku 2005 założyła wydawnictwo DSP (DSP Book Publishing).
Opublikowane książki:
- A Very Bad Day and Happy Dreams that Can Come True (2005, EN)
- Komedie dnia codziennego (2005, PL)
- Opowiadania babci Ewy (2005, PL)
- Być Veroniką (2006, PL)
- Stories From The Heart (2006, EN)
- Wojna i miłość (2006, PL)
- Sara (2006, PL)

Dorota napisała również teksty do utworów muzycznych:
- Plenthora of experiences (2008, EN)
- Dance, dance, dance (2009, EN)

Inne zainteresowania pisarki to:
- Muzyka – powstawanie utworu, pisanie tekstów do piosenek
- Film – kręcenie filmów, pisanie scenariuszy
- Psychologia